# Kai-Sotirios Kaissis
Kai-Sotirios Kaissis (* 7. November 1996 in Oldenburg) ist ein deutsch-griechischer Fußballspieler.

## Karriere
Nach seinen Anfängen in der Jugendabteilung des TuS Obenstrohe und des VfB Oldenburg wechselte er im Sommer 2013 in die Jugendabteilung des JFV Nordwest, des gemeinsamen Jugendfördervereins der Vereine VfL und VfB Oldenburg. Im Sommer 2015 wurde er in den Kader der ersten Mannschaft des VfB in der Regionalliga Nord aufgenommen. Nach sechs Ligaspielen wechselte er im Winter 2016 zum VfL Oldenburg in die Oberliga Niedersachsen. Am Ende der Saison 2017/18 stieg er mit seiner Mannschaft in den Relegationsspielen in die Regionalliga Nord auf, aber bereits in der nächsten Spielzeit wieder in die Oberliga Niedersachsen ab.
Im Sommer 2020 kehrte er zum VfB Oldenburg in die Regionalliga Nord zurück. Am Ende der Spielzeit 2021/22 gelang ihm mit seiner Mannschaft der Aufstieg in die 3. Liga, da er sich mit seinem Verein in den Aufstiegsspielen gegen den Meister der Regionalliga Nordost BFC Dynamo durchsetzte. Seinen ersten Profieinsatz hatte er am 23. Juli 2022, dem 1. Spieltag, als er beim 1:1-Heimunentschieden gegen den SV Meppen in der Startformation stand. Im Laufe der Spielzeit kam er jedoch nur noch auf sieben weitere Einsätze. Nach dem Abstieg der Mannschaft am Saisonende verließ er den Verein und schloss sich dem Oberligisten Kickers Emden an. Mit der Mannschaft stieg er im Sommer 2024 als Oberliga-Meister in die Regionalliga auf.

## Erfolge
- Meister der Regionalliga Nord und Aufstieg in die 3. Liga: 2021/22
- Meister der Oberliga Niedersachsen und Aufstieg in die Regionalliga Nord: 2023/24